# Шанхайський поцілунок
«Шанхайський поцілунок» — Іноді людині просто необхідно подолати сотні тисяч кілометрів, щоб зрозуміти, що найдорожче йому серця все ж залишилося десь позаду. І тоді він обов'язково повернеться, як це зробив головний герой романтичного фільму.

## Зміст
Американський актор із китайським корінням по вуха закоханий у старшокласницю. Однак смерть бабусі та спадщина в Китаї змушують його повернутися на історичну батьківщину, щоб стати ближчим до свого народу і предків. Та в Америці він залишив своє єдине кохання і рішення вже не здається таким однозначним.

## Акторський склад
- Кен Люн (Ken Leung) — Ліам Лю
- Гейден Панеттьєр — Аделаїда Бурбон
- Келлі Ху (Kelly Hu) — Мікі Ян
- Джоель Мур (Joel David Moore) — Джо Сільверман
- Олівер Янь (Oliver Yan) — Лін Мін
- Джеймс Хонг — Марк Лю
- Спенсер Редфорд (Spencer Redford) — Джессіка
- Саммер Елтіс — Вірджинія
- Кетлін Ланкастер (Kathleen Lancaster)	— Джорджія
- Байрон Манн (Byron Mann) — Джай Лі